# Moulins-sur-Yèvre

Moulins-sur-Yèvre este o comună în departamentul Cher, Franța. În 1 ianuarie 2022 avea o populație de 851 de locuitori.